# Prunay-le-Temple
Prunay-le-Temple là một xã của Pháp, nằm ở tỉnh Yvelines trong vùng Île-de-France.
Người dân ở đây trong tiếng Pháp gọi là Prunaysiens.

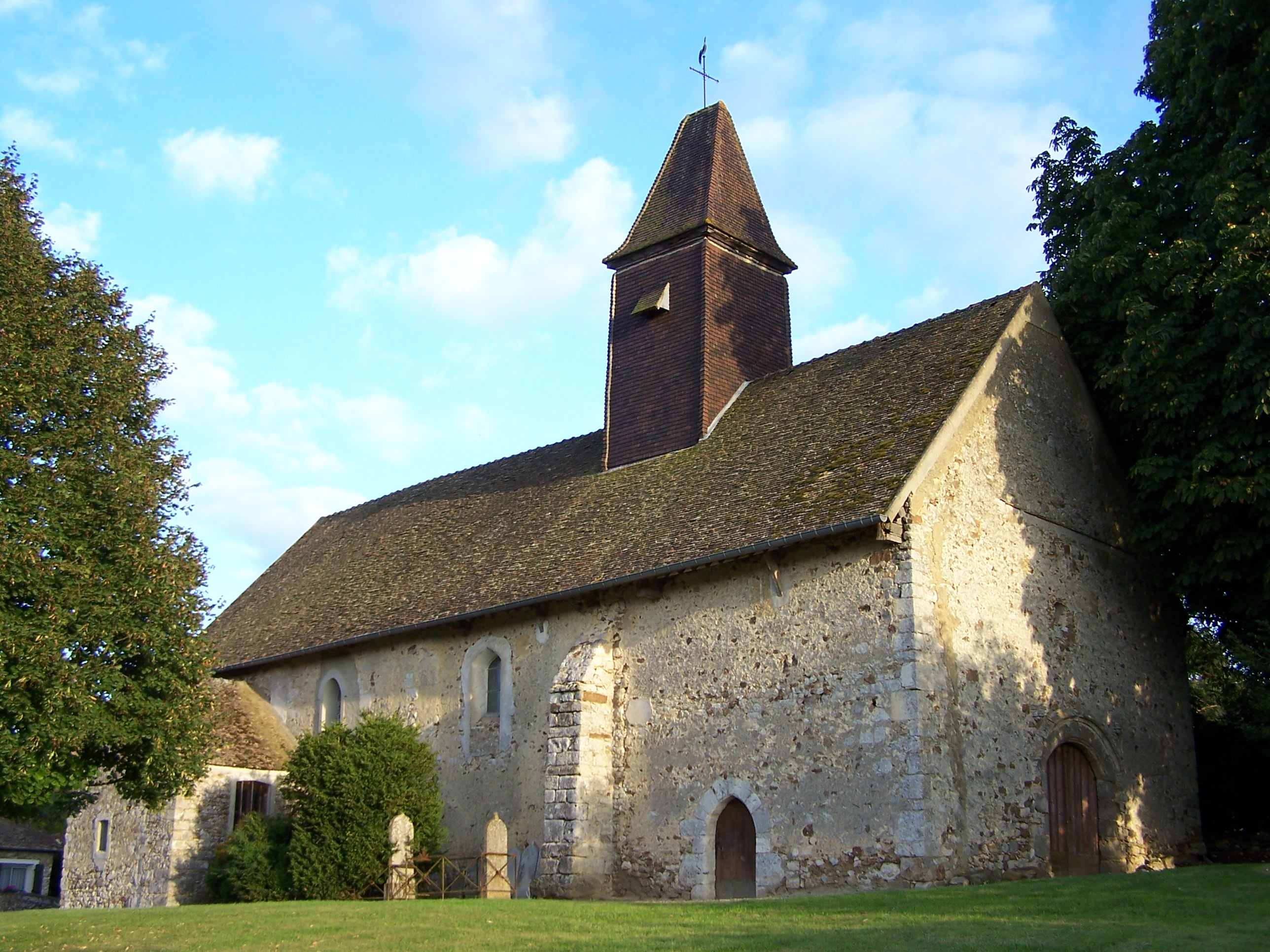
Nhà thờ Saint-Martin

Các xã giáp ranh: Saint-Martin-des-Champs về phía đông bắc, d'Orgerus về phía đông nam, de Tacoignières về phía nam, d'Orvilliers về phía tây, de Mulcent về phía tây bắc và Septeuil về phía bắc.